# Schildkrötenkräuter
Schildkrötenkräuter (englisch turtle herbs, französisch herbes à tortue) sind eine Gewürzmischung, die zum Würzen von Schildkrötensuppe und ihrer Varianten wie der Lady Curzon diente.

## Allgemeines
Schon 1914 wurden in Auguste Escoffiers  deutschsprachigem Kochkunstführer Aufgüsse von sogenannten Schildkrötenkräutern für verschiedene klare Suppen erwähnt.
Wie der Name verrät, wurden die Kräuter mit dem Schildkrötenfleisch in der Suppe mitgekocht. Heute werden sie für Saucen (zum Beispiel braune Schildkrötensauce) aber auch für Kalbskopf oder pochiertes Hirn verwendet. Kräuter wie Thymian, Majoran, Rosmarin, Basilikum, Petersilie, Lorbeer werden entweder zu einem Sträusschen gebunden oder gezupft und grob gehackt und während des Kochens beigegeben. Möglich sind auch Bohnenkraut, grüne Korianderblätter, Salbei, Pfeffer- und Korianderkörner sowie Zitronenschale.

## Varianten
Schildkrötenkräuter bestehen aus Basilikum, Bohnenkraut, Koriander, Lorbeer, Majoran, Pfefferkörnern, Rosmarin, Salbei, Thymian, sowie Petersilie und abgeriebener Zitronenschale. In anderen Varianten werden nur Basilikum, Koriander, Majoran, Rosmarin, Salbei, Thymian, Pfefferkörner und Lorbeerblatt oder Thymian, Salbei, Bohnenkraut, Basilikum und Rosmarin verwendet.

## Zubereitung
Die Gewürzmischung wird häufig vorab aus den getrockneten Zutaten hergestellt, da sie sich, bei richtiger Aufbewahrung, längerfristig hält. Solche Fertigprodukte waren bereits im 19. Jahrhundert im Handel erhältlich.

## Verwendung
Die Mischung wird auch zur Zubereitung von Mockturtlesuppe und für Schildkrötensauce (die jeweils kein Schildkrötenfleisch enthalten) verwendet. In einigen Kochbüchern wird ein Aufguss von Schildkrötenkräutern auch als Zutat für die Zubereitung von Ochsenschwanzsuppe genannt.